# 阿列日省
阿列日省（法語：Ariège，法語發音：[aʁjɛʒ] ⓘ，奧克語發音：[aɾiˈɛdʒɔ]）是法國奥克西塔尼大区所轄的省份，得名于阿列日河。該省編號為09。
阿列日省成立于1790年，主要由前富瓦伯国（406,455公顷）和几乎整个库斯朗（162,509公顷）组成。阿列日省的总面积为489,387公顷。它南面与安道尔公国加泰罗尼亚（西班牙）接壤，西面是上加龙省，东面是奥德省。它是属于比利牛斯山山麓和高山的部分，拥有从史前到今天的许多历史遗迹。

## 地理

### 自然地理
该省四个方向的极点是：南部的安道尔附近洛斯皮塔莱，北部的莱兹河畔莱扎，西部的圣拉里，东部的凯里居特。
阿列日省可以区分三个主要区域：
- 1.阿列日平原位于该省北部，由平原、丘陵和小山谷组成，农业非常活跃。洛拉盖的一部分延伸至该省的东北部。阿列日河和莱兹河这两条重要河流从南向北穿过平原，以玉米和向日葵种植以及草地为主。

- 2.比利牛斯山麓包括普朗托雷勒山脉和1000米以下的前比利牛斯山。各种地质结构形成了对比鲜明的景观，如花岗岩地块中的富瓦山谷或具有泥灰岩和石灰岩的拉沃拉内地区；

- 3.阿列日高地代表比利牛斯山脉的高山，海拔超过1000米。埃斯塔特斯峰、蒙卡尔姆峰和索特洛峰是该省的最高点，分别为3143米、3077米和3072米。森林主导着景观，软木和硬木物种共存，如栗树、刺槐、白蜡树和山毛榉。

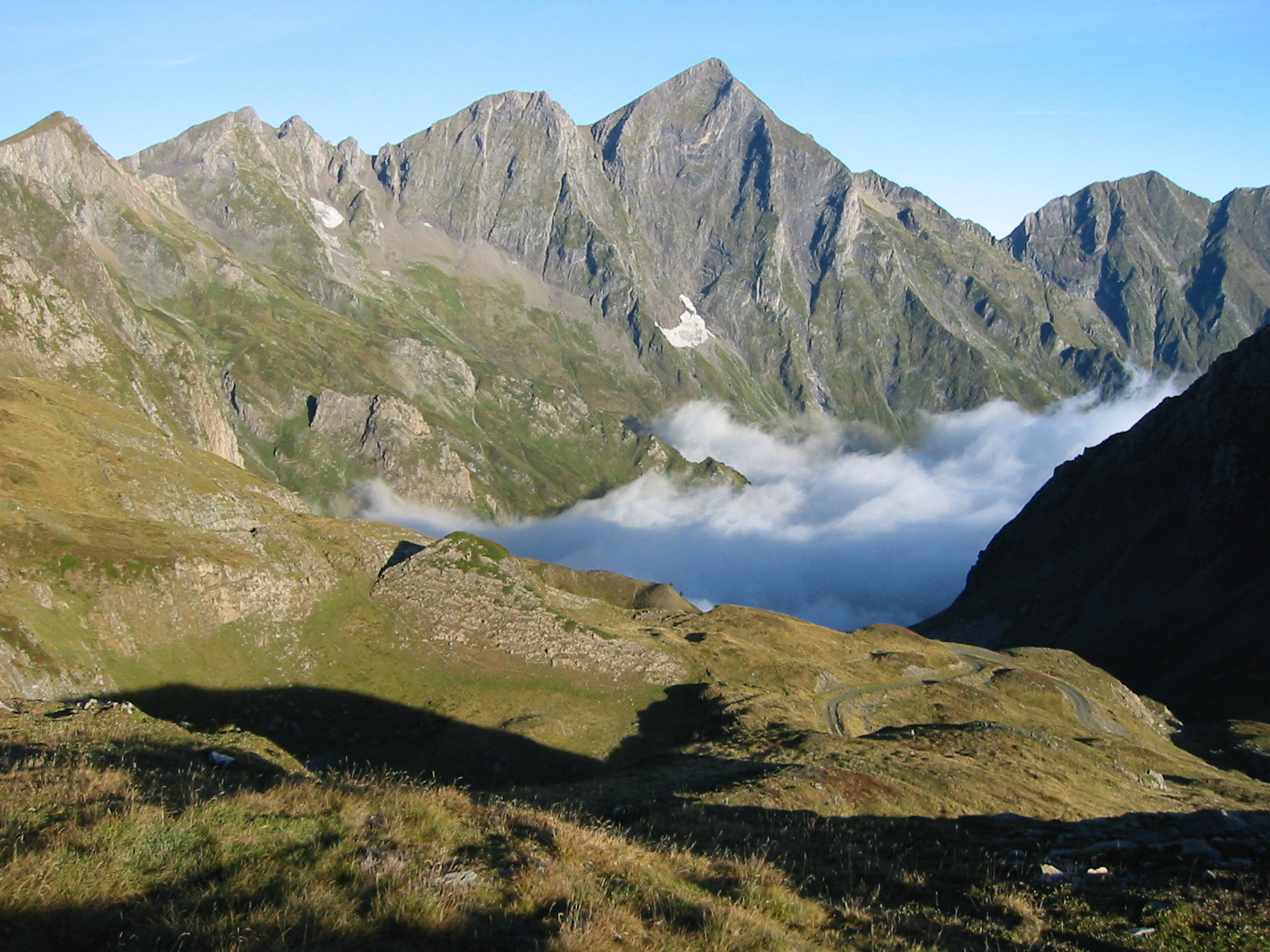
位于阿列日省西南的高库斯朗地区的瓦利耶山

### 人文地理
阿列日省是奥克西塔尼大区的一部分。它与上加龙省（西部和北部）、奥德省（东部）和东比利牛斯省（东南部）接壤，南部与西班牙（莱里达省、加泰罗尼亚自治区）和安道尔接壤。
该省面积4890平方公里，分为三个区：富瓦区、帕米耶区和圣日龙区。
它由13个县、8个市镇共同体和327个市镇组成。
2009年，创建了比利牛斯-阿列日地区自然公园，覆盖了阿列日省约40%的面积。

### 气候
该省位于海洋性气候占优势的降水区东部边缘，但也感受到其他地区影响：
- 地中海气候，尤其是在山麓、阿列日山谷到塔拉斯孔和索地区的植被中可以看到；

- 比利牛斯山谷中的大陆性气候（许多雷暴，白天和夜晚之间的高温振幅高）。

夏季没有明显的干旱气候：西北气流全年降雨。山麓和一些受保护山谷的降雨量适中（累积700至1000毫米/年），山体和高山谷（1000至1800毫米）的降雨量显著增加。从逻辑上讲，暴露于西北部的斜坡是最湿润的（奥吕斯莱班、奥尔吕等），以及所有边界山脊，这些山脊也受到西南气流的影响，而西南气流在其他地方几乎不活跃（焚风效应）。降雪在1000米以上很常见，在1500至2000米以上持续数月。2500米以上存在冰周空间（唯一的阿列日冰川位于库斯朗地区卡斯蒂永附近的瓦里耶山）。
山麓地区温度温和：在富瓦，1月平均温度为5°C，7月平均温度为19°C。随着海拔的升高，温度迅速下降：在洛斯皮塔莱（1430米），1月为0°C，7月为14°C。

## 历史

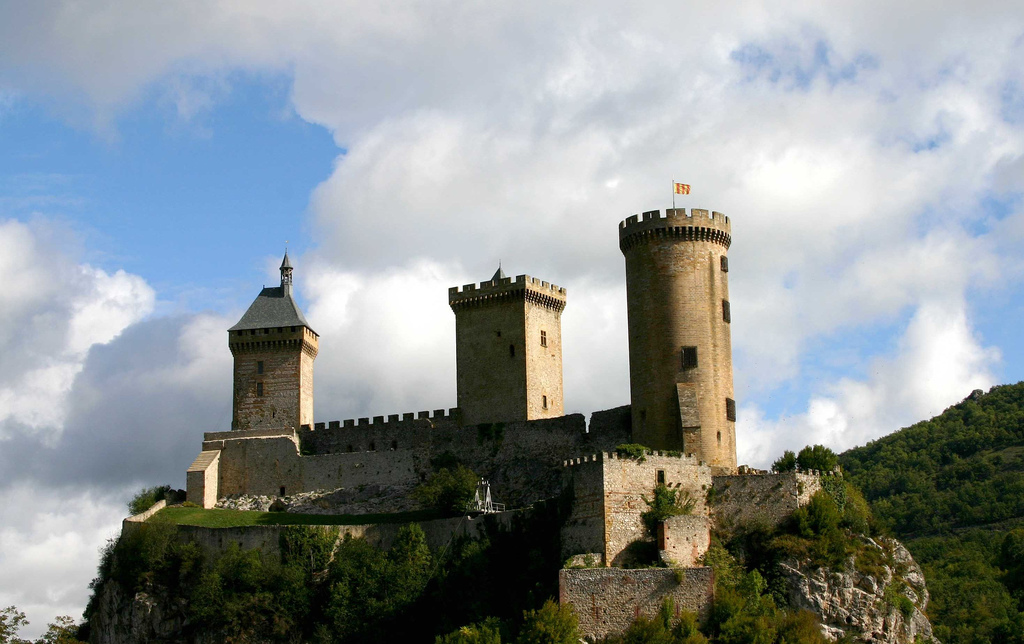
富瓦城堡

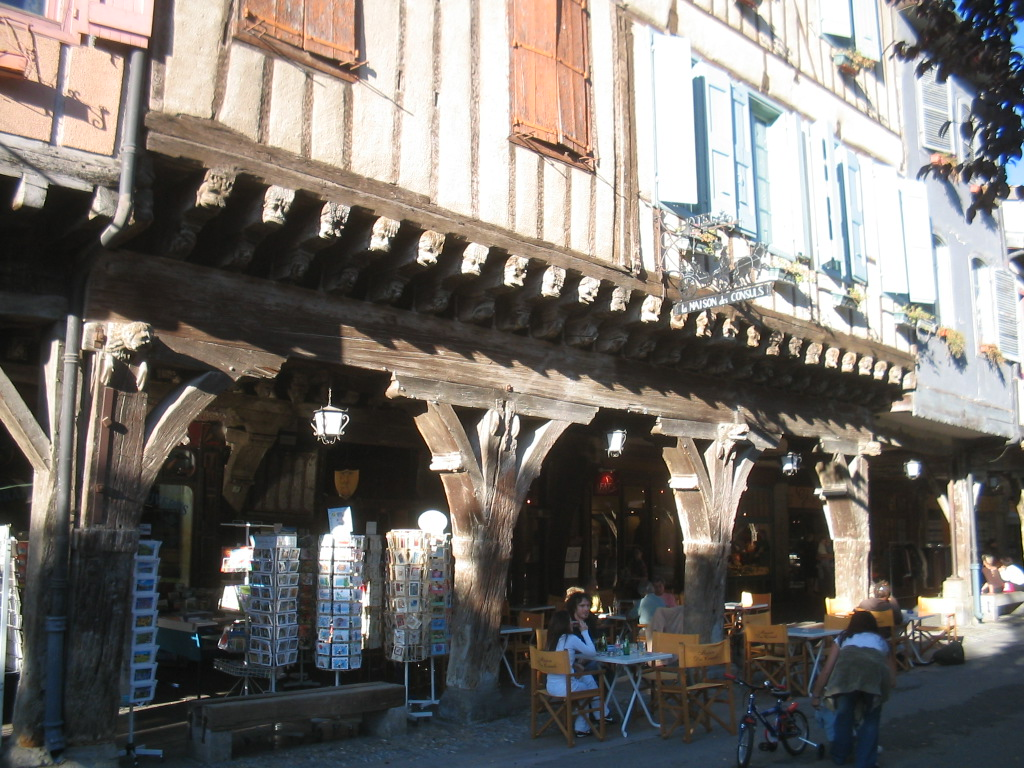
米尔普瓦的商店街

该部于1790年3月4日法国大革命期间根据1789年12月22日的法律成立，由富瓦伯国（朗格多克）和几乎所有的库斯朗子爵领地，特别是科曼热伯国（加斯科涅）的一部分组成。

1790年的阿列日省地图（包含安道尔）

2005年，该省向国务委员会提出申请，要求将该省更名为阿列日-比利牛斯省。据该项目的支持者称，“比利牛斯”一词将使该省更好地定位，以便在整个法国推广。但该请求被拒绝。
2016年1月1日，该省所属的南部-比利牛斯地区与朗格多克-鲁西永地区合并，成为新的奥克西塔尼大区。

## 阿列日颂歌
爱国歌曲Arièjo ô moun Païs（米斯特拉尔文字）或Arieja ò mon Paés（可能是奥克语）由萨巴斯·莫里牧师创作，他于1863年3月1日出生于西格尔山谷的热斯蒂耶斯，米格洛和瓦里耶的牧师（1923年11月26日在瓦里耶去世）。献给巴黎的阿列日友好协会，它自然成为阿列日的颂歌。

## 政治
该省有2个立法选区和13个县。一般来说，可以说：
“自第三共和国以来，阿列日省一直是共和派和世俗传统的一部分，由社会党牢牢控制，尽管近年来右翼成功地攻破了堡垒的几个角落。”
然而，事实仍然是，在2017年之前，议会代表绝大多数来自社会党。以及2015年当选的26名成员中有22名是该党成员或与该党关系密切的省理事会，该省的政治方向已明确确定。2007年，该省投票给塞格琳·罗雅尔最多（59.56%）。2012年，它给弗朗索瓦·奥朗德64.69%的得票率位居法国第三，仅次于科雷兹省和塞纳-圣但尼省。
阿列日省再次从该地区其他地区脱颖而出，并在2017年总统选举中以26.77%的得票率支持不屈法国候选人让-吕克·梅朗雄（Jean-Luc Mélenchon）（仅次于塞纳-圣但尼省），确认了其在左翼的立足点，紧随其后的是玛丽娜·勒庞（Marine Le Pen），得票21.70%。埃马纽埃尔·马克龙以20.91%的得票率位居第三。弗朗索瓦·菲永（François Fillon）以12.74%的得票率排名第四，这是全国共和党候选人的最差得票率。这在阿列日省是完全史无前例的，但自第五共和国成立以来，在每次总统选举中，社会党候选人都处于领先地位，后者的伯努瓦·阿蒙仅以7.86%的得票率排名第五。其他候选人不超过5%的选票。
2017年议会选举期间，阿列日省发生剧变，89年来的“社会党堡垒”首次在第一轮投票当晚倒塌。事实上，没有社会党能成为该省代表，他们都在第一轮被淘汰。来自不屈法国的候选人在第二轮选举中以微弱多数当选，该省的两个选区与前进的候选人相对。阿列日省再次在国家层面上脱颖而出，是唯一一个将其所有席位交给不屈法国的省。
在2022年议会选举中，第一选区的不屈法国议员贝内迪克特·托里纳再次当选。第二选区由社会党持不同政见者洛朗·帕尼福赢得。在宪法委员会于2022年1月27日宣布不屈法国议员选举无效后，由于第一轮投票中存在有争议的RN选票，托里纳在2023年4月2日的第二轮补选中被社会党持不同政见者玛蒂娜·弗罗热击败。
2024年法国议会选举中，这两位社会党成员都成功连任。所以代表阿列日省的法国议会代表为玛蒂娜·弗罗热（女）和洛朗·帕尼福。

## 经济
在上阿列日山谷地区，滑石开采是该省在2020年重新启动萨洛（Salau）钨矿失败后唯一的采矿活动。吕兹纳克滑石加工厂由特里蒙斯采石场供应，每年生产约40万吨滑石，占世界滑石产量的10%。阿列日河畔塔拉斯孔在佩希内拆卸后，在中国控制下保留了一个小型铝冶炼厂，并开发了一个航空分包商。
它还辅之以冬季运动胜地的旅游业（Ax 3 Domaines、阿斯库佩埃雷、拜耶平原、奥尔梅斯山、勒希乌拉、莱尔池塘、居则、古里耶雪场和米亚奈斯多内臧）。
在拉沃拉内地区，纺织业在1980年至2000年期间几乎完全消失，其标志是工匠分包商和大型工业集团（如鲁迪埃尔）的终结。只有少数公司试图与北非和亚洲竞争，特别是汽车面料专家米歇尔·蒂埃里（Michel Thierry）的继承人在拉罗克多尔姆圣人工厂。
在帕米耶地区，主要存在冶金、航空航天和化学工业。冶金行业与奥贝尔和迪瓦勒（Aubert et Duval）工厂合作，为航空航天和能源行业生产锻件。航空业因其与飞机制造商合作的多家分包公司（如Recaero和Maz'Air）而脱颖而出。化学以涂料行业为代表，马埃斯特里亚（Maestria）和Maestria联盟汇集了从建筑涂料到航空航天的多家公司。在化学领域，还有埃蒂安·拉克罗瓦工厂。它位于马泽尔，主要生产烟花。
在圣吉隆地区，该行业主要以造纸为代表，埃谢伊的穆拉斯工厂生产卷烟纸，1895年在昂戈梅成立的莱昂·马丁纸业仍然是一家家族企业和独立企业，提供精细纸、技术纸和特种纸。自20世纪80年代末以来，通过农业食品、塑料、生物技术等不同的生产单位，在聚集区实现了自愿多样化并取得了成功。特别是，允许将库斯朗工业区的几乎所有可用地块分配给洛尔普-桑塔拉耶和科蒙。皮塔尔莱的农业食品和手工艺品区域是在普拉邦雷波创建的，至少在2024年之前没有有效动员公司在那里建立自己的地位。
阿列日省的水力发电量主要集中在维克德索斯和上阿列日，约占比利牛斯山脉产量的五分之一。阿斯通水电站拥有比利牛斯山脉最大的年发电能力（3.92亿千瓦时）。与奥尔吕和安道尔附近洛斯皮塔莱的发电厂一起，这三个发电厂是该省生产能力最大的发电厂。阿列日的水电开发可以为一个拥有60万居民的城市提供电力。大型工业设施使用由此产生的能源，但未能挽救2003年欧扎特的佩希内冶炼厂的消失。

## 人口
2021年，该省有154,596名居民，与2015年相比增长了+1.38%（法国不包含马约特：+1.84%）。

### 县人口
- 富瓦县人口，47,794人
- 帕米耶县人口，65,785人
- 圣日龙县人口，41,017人

### 主要市镇人口
阿列日省人口最多的三个市镇分别是富瓦（9,472人），帕米耶（16,394人）和圣日龙（6,250人）。

## 文化

### 剧院
- L'Estive：位于富瓦的国家舞台，全年提供表演。
- 米玛节：木偶艺术节。它每年8月在米尔普瓦举行。
- 库斯朗戏剧节：旨在促进和传播各种现场表演的戏剧节。每年夏天，它都会在圣日龙和库斯朗的村庄举行。米歇尔·拉里弗（Michel Larive）在2017年6月当选为阿列日省第二选区议员之前，曾担任戏剧节主席多年。[8]

### 音乐
- 米尔普瓦音乐节在米尔普瓦推广古典音乐。
- 马勒古德的“制作音乐”。
- 奥尔吉贝的贝龙盖声乐节。
- 圣日龙和库斯朗的仪式、歌唱、舞蹈和世界音乐节。
- 阿列日河畔塔拉斯孔的拉丁美洲节
- 富瓦的爵士音乐节[9]
- 阿克斯莱泰尔姆的Garosnow[10]
- Art'cade（阿列日省当代音乐场景）（圣克鲁瓦-沃尔韦斯特）
- Les Cabannes的100%摇滚
- 米尔普瓦的摇摆节[11]

### 电影
- 1982年：丹尼尔·维涅的《马丁·格雷的回归》
- 2009年：埃里克·马丁（Eric Martin）和伊曼纽尔·科塞（Emmanuel Caussé）在维克德索斯山谷（米格洛和拉佩日）、圣日龙、库斯朗、富瓦和阿列日河畔塔拉斯孔拍摄的电影《不许通过》。
- 2012年：戈维拉迪·德普雷的纪录片《道德的恐慌》[12]

### 文学
- 《绿眼睛的骑士：克卡巴纳克之门》是卢普·迪朗于1991年出版的一部小说
- 路易·亨利·德斯特尔的几部小说都发生在阿里日。
- 帕斯卡尔·德桑（Pascal Dessaint）的犯罪小说《章鱼》（Les Pis Rennais）以库斯朗为背景。它被重新出版成漫画。
- 乔治·帕特里克·格莱兹（Georges Patrick Gleize）在巴黎阿尔班·米歇尔出版社（Albin Michel）出版的大多数小说都有一个阿列日或比利牛斯风格的特点，如《时间的遗产》（富瓦地区）、《一点希望》（奥尔姆斯地区）、《红色绣球街》（阿克斯莱泰尔姆地区）、《自由的铁匠》（米尔普瓦地区）、《帕斯泰利尔之路》（马泽尔地区）、《生活》（库斯朗）、《马蒂·里维埃尔的命运》（凯里居特），《六月的一个晚上》（塞尔达尼亚和帕米耶地区），《佩雷布朗克之路》或《蓝莓旅馆》（塔拉斯孔地区），《雪中的漫步》（阿列日比利牛斯山脉的上山谷）。[13]
- 塞尔日·勒格朗-瓦尔的两部小说《埃布罗河的黑暗海岸》和《收复失地》以阿列日省（阿克斯莱泰尔姆和库斯朗地区）为背景。

### 食物
- Bethmale（当地特色奶酪）
- Flocon d‘Ariège，糖果
- Hypocras（希波克拉斯酒），开胃酒
- Azinat，主食
- Milla，蛋糕

## 旅游
- 阿列日比利牛斯旅游发展局
- 阿列日比利牛斯地区自然公园（法语：Parc naturel régional des Pyrénées ariégeoises）

## 交通

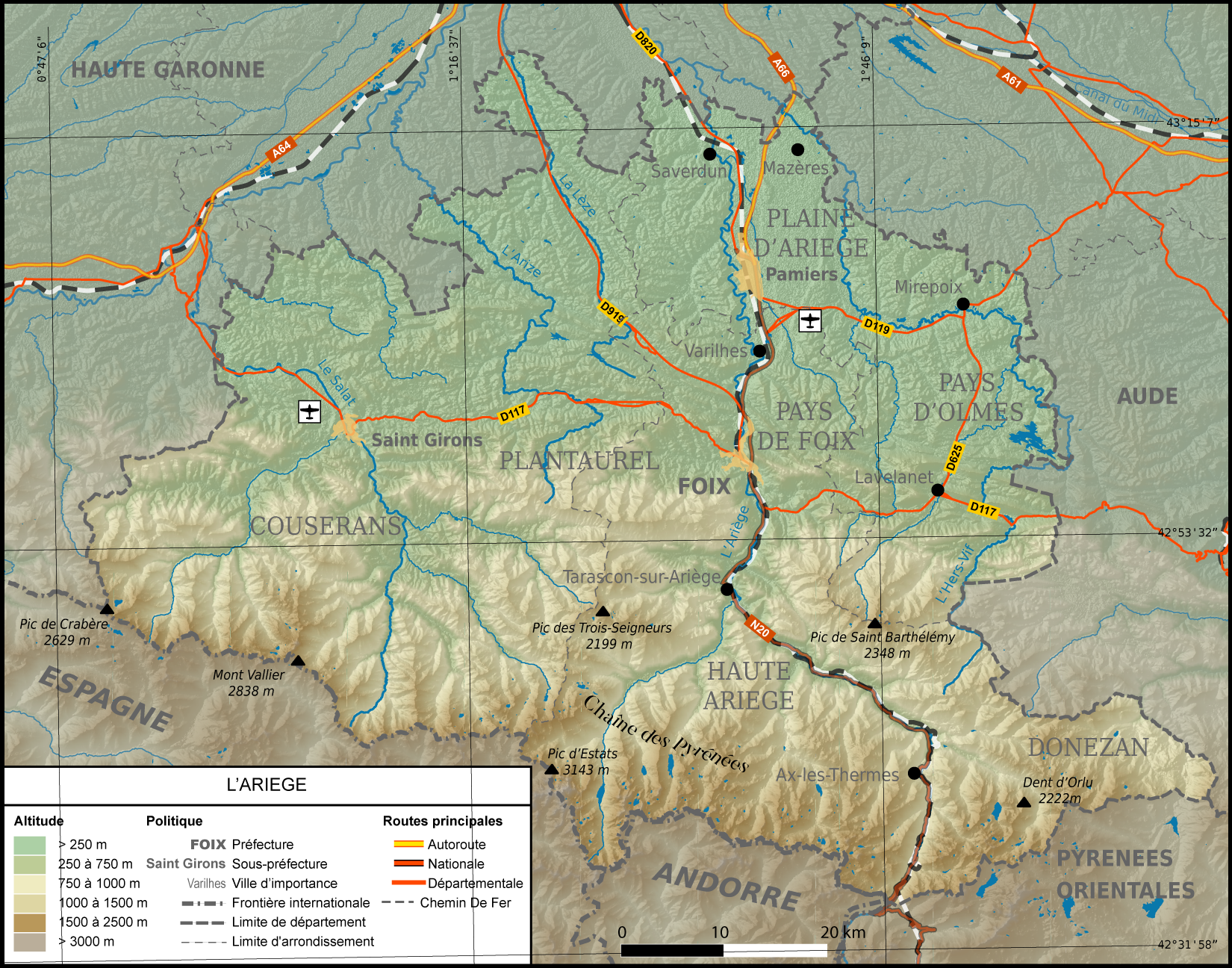
阿列日省的地理和交通图

阿列日省主要是山区和农村地区，长期以来一直远离服务于沿海和主要山谷的主要交通路线。铁路于1861年通过图卢兹-普伊格塞尔达线到达该省，这是该省唯一一条至今开放的铁路线。除了TER奥克西塔尼列车外，这条路线还由巴黎奥斯特里茨站的城际列车提供服务。
自2002年以来，阿列日省通过A66高速公路与国家高速公路网络相连，该高速公路从洛拉盖自由城的A61开始，通过20号国道（RN 20）以两条车道经帕米耶向南延伸至阿列日河畔塔拉斯孔。2001年，富瓦隧道的开通使20号国道能够避开地形和城市瓶颈。
没有开放的道路交叉口允许从阿列日省直接连通西班牙和安道尔；只有人行道在较低的山口穿过边境，如奥尔勒山口（2328米）、萨劳山口（2087米）或拉特山口（2539米）。要到达西班牙，您必须经过帕斯-德拉-卡萨，这是邻近的东比利牛斯省的一部分。

## 名人
- 玛丽·拉福莱（1939-2019），歌手和演员，自称“阿列日人”。路易·杜梅纳什的孙女，拉沃拉内一家纺织厂的经理。
- 埃卡尔·德尔·弗塞，吟游诗人。
- 加布里埃尔·佛瑞（1845-1924），作曲家，管风琴家，钢琴家。
- 阿尔方斯·鲁比舒（1861-1938），出生于帕米耶的印象派画家。
- 雷内·加斯顿-拉戈勒（1913-2004），画家，他的画室位于库斯朗和塞克斯。
- 玛丽·路易斯（1876年生于米尔普瓦）和雷蒙德·埃斯科里耶（1882年生于巴黎），合作创作了“地区主义”小说，包括《康特格里尔》在1922年获得费米纳奖。
- 米歇尔·柯桑（Michel Cosem）出生于1939年，是一名编辑和作家，在阿列日省生活了很长时间，是《阿列日：真相与情感》一书的作者。
- 马克-纪尧姆·亚历克西·瓦迪耶（1736-1828），政治家，国民大会代表，阿里日省创始人。
- 泰奥菲勒·德尔卡塞（1852-1923），政治家，多次担任法国外交部长，特别是在与英国缔结友好协议期间，出生于帕米耶。
- 皮埃尔·杜马（1891-1967），出生和死亡于圣马丹多伊德（有一条以他的名字命名的大道），作家和记者，被称为“圣让”的伟大抵抗者，政治家，上加龙省议会议员。
- 弗朗索瓦·维尔迪耶（1900-1944），出生于莱兹河畔莱扎，是戴高乐将军选择的阿列日省抵抗运动领导人，成为西南抵抗运动的联合领导人。1944年，他在布孔森林被盖世太保暗杀。
- 安德烈·特里加诺（1925-2024），法国荣誉军团军官。他担任马泽尔市长24年，萨韦尔丹县议员，1993年至1997年担任阿列日省第二选区议员。他是帕米耶市长也是地中海俱乐部联合创始人吉尔贝尔·特里加诺的弟弟。
- 雅各伯·福尼尔（1285-1342），帕米耶和米尔普瓦的主教，1336年至1342年（阿维尼翁）以本笃十二世（Benedict XII）的名义担任教皇，出生于萨韦尔丹附近的康泰。
- 让-马克·埃谢纳，帕米耶、库斯朗和米尔普瓦主教。2014年12月17日，教皇方济各在2022年任命他为格勒诺布尔和维埃纳教区主教。
- 佩里娜·拉丰（1998年出生），法国滑雪运动员，出生于拉沃拉内，在奥尔姆斯山开始滑雪。2018年冬奥会猫跳滑雪奥运冠军。
- 雷蒙·奥古斯丁·迈莱（1862-1923），精密望远镜和光学仪器制造商。
- 让-马克·杜桑（1991年出生），法国橄榄球运动员，出生于图卢兹，原籍圣克鲁瓦-沃尔韦斯特。
- 安德雷·鲁迪埃尔（1922-2010），拉沃拉内的纺织工业家，1947年创建了一家拥有1300名员工的公司。
- 贝特朗·克洛泽尔（1772-1842），法兰西第一帝国元帅，出生于米尔普瓦。
- 莱昂纳德·亚历克西·奥蒂耶（约1751-1820年），通称“莱昂纳德先生”，王后玛丽·安托瓦内特最喜欢的理发师，出生于帕米耶。

## 备注
1. ↑  在第五共和国的15次立法选举当中，其中有12次阿列日省只选举社会党人进入议会
2. ↑  2024年1月1日生效的法定城市人口，2021年年份，在2023年1月2日生效的领土范围内定义，统计参考日期：2021年2月1日。

### 图书
- 米歇尔·舍瓦利耶（Michel Chevalier），L'Ariège，尼古拉斯·费迪亚耶夫斯基（Nicolas Fediaevsky）的照片，210页，西法出版社，1985年。
- 克洛迪娜·派莱斯，《法国大革命在阿列日省的图像：1939-1945年的阿列日省》，富瓦，阿列日省议会，省档案馆，1989年，127页（ISBN 978-2-86009-007-0，BNF 35045870）。
- 克洛迪娜·派莱斯，《伯爵和卡特里的阿列日》，图卢兹，米朗出版社，1992年，303页（BNF 35553690）。
- 克洛迪娜·派莱斯，《十九世纪阿列日省的生活》，保罗，凯恩出版社，“日常生活”系列，2008年，347页（BNF 41389191）[本书由凯恩出版社于2015年再版]。
- 克洛迪娜·派莱斯，《阿列日省：杰出的档案》，加隆港，卢巴蒂埃出版社，“弗朗索瓦·博尔德导演的收藏”系列，2014年，183页（ISBN 978-2-86266-711-9，BNF 44296805）。
- 克洛迪娜·派莱斯，《世界大战中的阿列日人：家族的记忆》，富瓦，阿列日省议会-阿列日省档案馆，2017年，133页（BNF 45415672）。